# Баштові тарани типу «Конкерор»

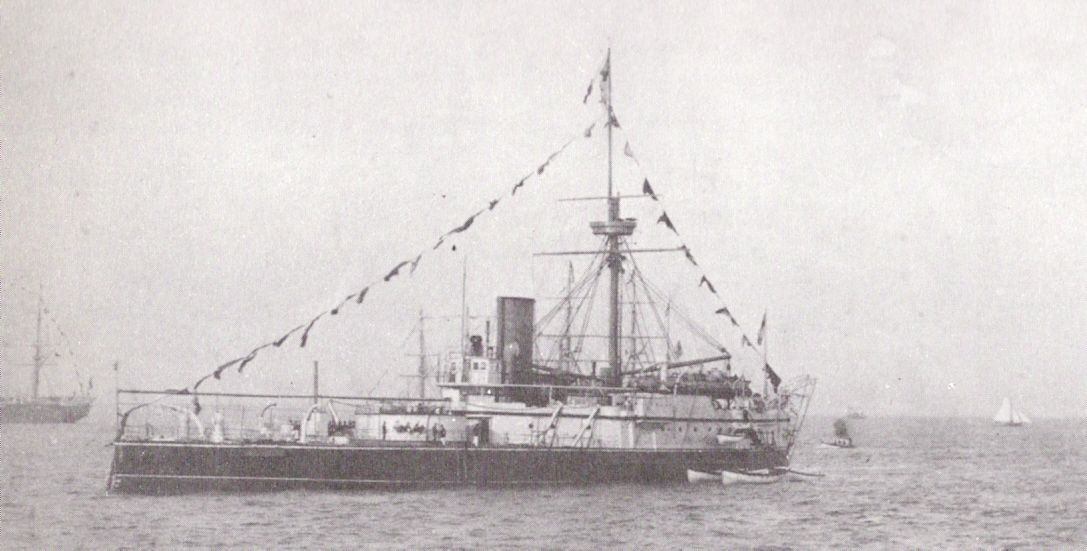
HMS Conqueror одразу після вступу у стрій.

Баштові тарани типу «Конкерор» (англ.  Conqueror class turret rams) — серія британських парових таранів періоду 1870-х — 1880-х років. З'явилися як розвиток проекту броненосного тарана «Руперт» і стали останньою спробою британського флоту створити порівняно малорозмірний, швидкохідний і маневровний корабель, призначений насамперед для завдання таранного удару. Хоча як броненосні тарани часто класифікуються і броненосці типу «Вікторія», останні за своєю водотоннажностю та офіційною класифікацією належали до повнорозмірних броненосців першого рангу. Таке призначення зумовило і конструктивні особливості броненосців типу «Конкерор» з концентрованою по курсу потужною артилерії і розвиненим торпедним озброєнням для прикриття кормового сектора.

## Історія
Будівництво кораблів типу «Конкерор» велося невисокими темпами і у цілому будівництво двох кораблів серії, закладених з п'ятирічним розривом, тривало вісім років. Через свою недостатню морехідність броненосці типу «Конкерор» вважалися на флоті вкрай невдалими кораблями, що посилилося розчаруванням військових в таранній тактиці бою. Більшу частину своєї служби кораблі провели в ролі навчальних кораблів артилерійських шкіл, за винятком щорічних виходів у море на маневри з 1888 по 1894 роки. У 1902 і 1905 роках «Conqueror» і «Hero» були виведені зі складу флоту; перший з них був проданий на злам у 1907 році, а другою в тому ж році був переобладнаний в корабель-мішень і як потоплений в 1908 році.

## Представники
| Назва                    | Верфь            | Закладка            | Спуск на воду       | Вступ в устрій     | Доля                            |
| ------------------------ | ---------------- | ------------------- | ------------------- | ------------------ | ------------------------------- |
| «Конкерор» HMS Conqueror | Chatham Dockyard | 28 квітня 1879 року | 8 вересня 1881 року | березень 1886 року | проданий на злам у 1907 році    |
| «Хіроу» HMS Hero         | Chatham Dockyard | 11 квітня 1884 року | 27 жовтня 1885 року | травень 1888 року  | потоплено як мішень у 1908 році |